# 2017—19年歐洲聯盟脫離協議（公眾投票）法令草案
《2017－19年歐洲聯盟脫離協議（公眾投票）法令草案》（英語：European Union Withdrawal Agreement (Public Vote) Bill 2017–19）是一條英國國會議員私人法案，旨在就英國政府與歐洲聯盟結束談判後，在英國和直布羅陀舉行「公眾投票」（即公民投票），決定是否支持雙方談判達成的英國脫歐協議，抑或繼續作為歐盟成員國。法案由勞工與合作黨議員加雷斯·托馬斯動議，但未能在2019年11月國會會期結束前完成所有程序。最終英國在沒有舉行二次公投的情況下，於2020年1月31日正式脫離歐盟。

## 條文

### 公眾投票
法案提出在2019年2月1日之前，於英國和直布羅陀舉行「公眾投票」，決定是否支持英國脫歐協議，抑或反對有關協議並留在歐盟。法案又要求內閣大臣在2018年10月31日或之前，向英國國會兩院各提交一份脫歐協議副本。

#### 擬定公投題目
根據法令，選民投票時見到的選票會印有一條問題，原文為英文或威爾斯文：
您是否支持政府草擬的聯合王國及直布羅陀脫離歐洲聯盟協議文本，抑或聯合王國應該繼續作為歐洲聯盟的一個成員國？
選民需要在以下任一選項劃下一個交叉（X），原文為英文或威爾斯文：
支持草擬的脫歐協議文本
繼續作為歐洲聯盟的一個成員國

#### 公投定義
根據本法令，「公眾投票」的定義如下：

（1）受以下段落規定－
（a）《2000年政黨、選舉及公投法令》第7部（公民投票一般條文）的條文適用於本法令的公眾投票，及
（b）該條中的「公民投票」字眼在適用時應猶如是「公眾投票」一樣。

（2）所有公共權力機關應有責任，在有關本法令下的公眾投票的刊物和通訊中，使用「公眾投票」字眼而不使用「公民投票」字眼。

### 結果
根據本法令，除非達致下述兩個條件，否則草擬的脫歐協議文本不能被批准：
公眾投票結果
（1）政府不應簽訂任何有關脫離歐洲聯盟的條款或英國與歐洲聯盟未來關係的協議，直至達致第(2)條的條件。
（2）條件為－
（a）在根據第2條舉行的公眾投票中，「支持草擬的脫歐協議文本」比「繼續作為歐洲聯盟一個成員國」得更多票數，及
（b）國會兩院決議通過脫離歐洲聯盟的條款。

（3）根據第(2)(b)條的決議必須在第2條的公眾投票的結果宣告的一個星期內由國會兩院通過。

#### 脫歐派勝出
若果更多選民贊成「支持草擬的脫歐協議文本」，國會兩院就需要在投票結果宣告後的一個星期內，表決是否批准脫歐協議，而內閣大臣則需要廢除有關留歐的條文：

（7）若果－
（a）公眾投票中「支持草擬的脫歐協議文本」比「繼續作為歐洲聯盟一個成員國」得更多票數，及
（b）國會兩院根據第(2)(b)條決議通過脫離歐洲聯盟的條款，內閣大臣必須按規例廢除第5部（「留在歐洲聯盟的條文」）。

#### 留歐派勝出
若果更多選民贊成「繼續作為歐洲聯盟一個成員國」，法案將自動廢除《2017年歐洲聯盟（通知脫離）法令》，並要求首相通知歐洲聯盟英方撤回其第50條的通知：
公眾投票結果：留在歐洲聯盟的條文
（1）《2017年歐洲聯盟（通知脫離）法令》被廢除。

（2）首相必須通知歐洲委員會撤回根據《歐洲聯盟條約》第50(2)條中英國有意脫離歐洲聯盟的通知。

### 賦權加快提前大選
根據法令，若果公眾投票通過脫歐協議但遭到國會否決的話，那麼《2011年國會固定期限法令》的第2條條款將在結果宣佈後一個星期內自動生效：
（6）......《2011年國會固定期限法令》第2條（「提請國會大選」）的條文應適用於這些情況，猶如下議院通過根據該法令第2(2)條的動議一樣。

## 立法歷程
下議院在2018年5月9日首讀本法案，而二讀原定在同年7月6日進行，及後押後至2019年2月8日，但之後再無限期推遲。隨著國會在2019年11月6日解散，2017－19年度會期宣告結束，所有尚未完成所有程序的法案均告失效。最終英國在沒有舉行二次公投的情況下，於2020年1月31日正式脫離歐盟。

## 延伸閱讀
- . BBC News. 2018-07-02  [2020-08-22]. （原始内容存档于2020-11-10）.，訪問團結聯盟（英语：Unite the Union）領袖倫·麥高斯基（英语：Len McCluskey）